# Будзіслав (Жнінський повіт)
Будзіслав (пол. Budzisław) — село в Польщі, у гміні Роґово Жнінського повіту Куявсько-Поморського воєводства.
Населення — 138 осіб (2011).
У 1975-1998 роках село належало до Бидгощського воєводства.

## Демографія
Демографічна структура станом на 31 березня 2011 року:
|          | Загалом | Допрацездатний вік | Працездатний вік | Постпрацездатний вік |
| -------- | ------- | ------------------ | ---------------- | -------------------- |
| Чоловіки | 68      | 13                 | 49               | 6                    |
| Жінки    | 70      | 21                 | 38               | 11                   |
| Разом    | 138     | 34                 | 87               | 17                   |